# Detroit City – Ein irrer Job
Detroit City – Ein irrer Job (Originaltitel: Collision Course) ist eine US-amerikanische Actionkomödie von Lewis Teague aus dem Jahr 1989.

## Handlung
Der in Detroit tätige Polizeiermittler Tony Costas gilt als jemand, der Spielregeln bricht. Gleich in der ersten Szene nimmt er an einem Autorennen teil. Als er von einem Polizisten und einer Polizistin angehalten wird, sagt er, das Rennen sei ein Teil einer Polizeiaktion, bei der er mit dem FBI zusammenarbeite. Anschließend lässt er sich die private Telefonnummer der Polizistin geben.
Der in Tokio tätige Polizist Fujitsuka Natsuo ist für Wirtschaftsspionage zuständig. Er folgt einem Ingenieur nach Detroit, der gestohlene Pläne eines Automotors sowie den Prototyp eines Motorteils bei sich hatte. Die Gegenstände sollen einem konkurrierenden Unternehmen für 10 Millionen Dollar verkauft werden.
Der Ingenieur wird von einer Gangsterbande getötet. Als die Gangster seine Leiche auf einem Schrottplatz beseitigen wollen, töten sie den dort arbeitenden Wächter, einen ehemaligen Polizisten, den Costas gut kannte.
Natsuo durchsucht das Hotelzimmer des getöteten Ingenieurs, dabei wird er von Costas irrtümlich verhaftet. Costas wird angewiesen, mit seinem japanischen Kollegen Natsuo zusammenzuarbeiten. Die Zusammenarbeit von Costas und Natsuo ist zuerst problematisch, später werden sie ein eingespieltes Team.  Sie kämpfen gegen die Gangster, die auf sie schießen und Costas verletzen. Natsuo wirft sich auf die Frontscheibe des auf die Ermittler zurasenden Autos und macht den Fahrer mit einem Tritt unschädlich. Das Auto kollidiert mit einem Hindernis und explodiert.
Costas verabschiedet den abfliegenden Natsuo herzlich und gibt ihm den gestohlenen Prototypen als Abschiedsgeschenk. Er sagt, man könne in den USA den japanischen Schrott nicht gebrauchen.

## Kritiken
Jack Sommersby schrieb auf efilmcritic.com, dass „Morita und Leno eine amüsante Beziehung aufbauen und ziemlich lustig zusammen sind.“ (get something of an amusing rapport going and are quite funny together.) und dieses Verhältnis sei der Kern des Films. Die zu vernachlässigende Handlung dagegen gehe zwischen skurrilen Entführungen verloren (The disposable crime plot gets plunked in in between the comic hijacks). Der Regisseur habe kein Herz auf die Actionszenen gegeben, so dass diese keine Aufregung versprühen.
Daniel Barnes urteilte, der Film sei „ein abscheuliches und inkompetentes Archiv von Klischees aus 1980er-Cop-Filmen voller Produktplatzierung und gelegentlichem Rassismus.“
Rotten Tomatoes verzeichnet lediglich eine negative Kritik. Knapp ein Drittel des Publikum bewertete diesen Film (eher) positiv.
Bei The Unknown Movies wurden die Darstellungen von Jay Leno und Pat Morita kritisiert. Man könne nicht glauben, die Darsteller würden bei anderen Gelegenheiten Humor zeigen und Sympathie wecken. Der Charakter von Fujitsuka Natsuo weise die stereotypen Vorstellungen über Japaner auf. Der Film trage außerdem rassistische Züge.

## Hintergrund
Der Film wurde in Detroit gedreht.